# Pyrobotrys
Pyrobotrys, rod slatkovodnih zelenih algi iz porodice Spondylomoraceae, dio reda Chlamydomonadales. Postoji 13 priznatih vrsta.

## Vrste
1. Pyrobotrys acuminatus Y.S.R.K.Sarma & R.Shyam
2. Pyrobotrys asiaticus (Skvortzov) Huber-Pestalozzi
3. Pyrobotrys casinoensis (Playfair) P.C.Silva
4. Pyrobotrys desikacharyi Y.S.R.K.Sarma & R.Shyam
5. Pyrobotrys elegans (J.Behlau) H.Nozaki
6. Pyrobotrys elongatus Korshikov
7. Pyrobotrys incurvus Arnoldi
8. Pyrobotrys korshikovii (Schkorbatow) Korshikov
9. Pyrobotrys maximus Masjuk & Lilits
10. Pyrobotrys minimus H.Ettl
11. Pyrobotrys rostratus (Playfair) Huber-Pestalozzi
12. Pyrobotrys squarrosus (Korshikov) Korshikov
13. Pyrobotrys stellatus (Korshikov) Korshikov